# Obregonia denegrii
Obregonia denegrii Fric – gatunek sukulenta z rodziny kaktusowatych (Cactaceae), jedyny przedstawiciel monotypowego rodzaju Obregonia Fric. Występuje w Meksyku (Tamaulipas).

## Systematyka
Pozycja systematyczna według APweb (aktualizowany system APG III z 2009)
Należy do rodziny kaktusowatych (Cactaceae) Juss., która jest jednym z kladów w obrębie rzędu goździkowców (Caryophyllales)  i klasy roślin okrytonasiennych. W obrębie kaktusowatych należy do plemienia Cacteae, podrodziny Cactoideae.
Pozycja rodzaju w systemie Reveala (1993-1999)
Gromada okrytonasienne (Magnoliophyta Cronquist), podgromada Magnoliophytina Frohne & U. Jensen ex Reveal, klasa Rosopsida Batsch, podklasa goździkowe (Caryophyllidae Takht.), nadrząd  Caryophyllanae Takht.,  rząd goździkowce (Caryophyllales Perleb), podrząd Cactineae Bessey in C.K. Adams, rodzina kaktusowate (Cactaceae Juss.), rodzaj Obregonia Fric.

## Zagrożenia

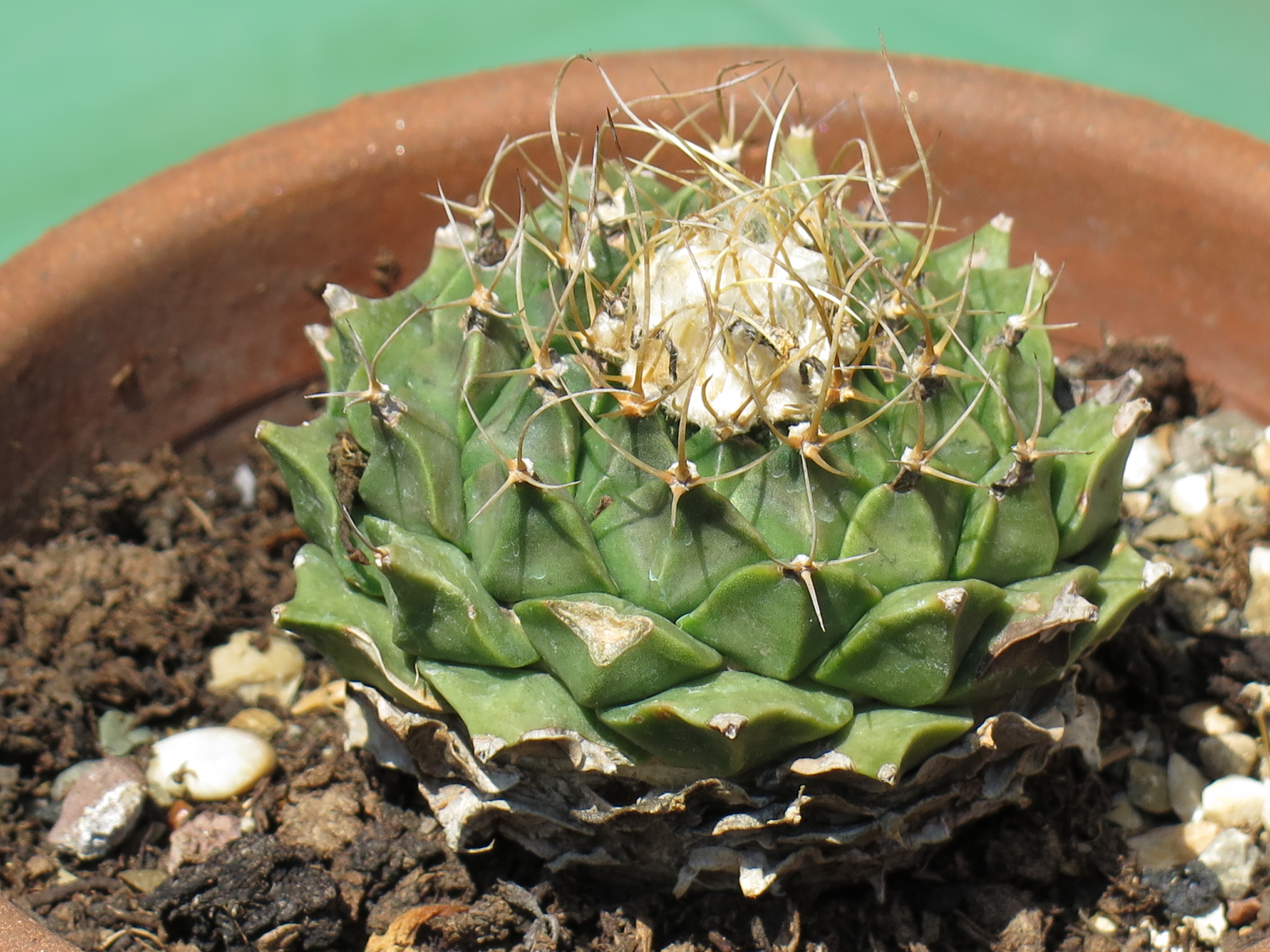
Obregonia denegrii

Gatunek został uznany za narażony na wyginięcie i umieszczony w Czerwonej księdze gatunków zagrożonych (kategoria zagrożenia VU). Liczebność populacji maleje, głównie z powodu pozyskiwania okazów i nasion do celów hodowlanych.